# Pontuação
Pontuação é um ramo ou recurso da ortografia, que permite expressar exclusivamente na língua escrita um espectro de matizes rítmicas e melódicas características da língua falada, pelo uso de um conjunto sistematizado de sinais sintáticos (sinais gráficos e não gráficos). Ou seja, a pontuação têm por finalidade assinalar as pausas e as entonações da linguagem falada na linguagem escrita, separando expressões e orações que precisam ser destacadas.
Os sinais de pontuação são marcações gráficas que servem para compor a coesão e a coerência textual além de ressaltar a clareza e especificidades semânticas e pragmáticas.

## Pontuações
Existem alguns sinais. São eles:
- Ponto (.) — Usa-se no final do período, indicando que o sentido está completo. Também é usado nas abreviaturas (Dr., Exa., Sr.).

Exemplo: Ele foi ao médico e levou uma injeção.
- Vírgula (,) — Marca uma pequena pausa e também uma separação de membros de uma frase. Nem sempre correspondente às pausas (mais arbitrárias) do texto falado.[5] É usada como marca de separação para: o aposto; o vocativo; o atributo; os elementos de um sintagma não ligados pelas conjunções e, ou, nem; as orações coordenadas assindéticas (não ligadas por conjunções); as orações relativas; as orações intercaladas; as orações subordinadas e as adversativas introduzidas por mas, contudo, todavia, entretanto e porém. Deve-se evitar o uso desnecessário da vírgula, pois ela dificulta a leitura do texto. Por outro lado, ela não deve ser esquecida quando obrigatória.

Exemplo: Andava pelos cantos e gesticulava, falava em voz alta, ria e roía as unhas.
- Ponto e vírgula (;) — Sinal intermediário entre o ponto e a vírgula, que indica que o sentido da frase será complementado. Representa uma pausa mais longa que a vírgula e mais breve que o ponto. É usado em frases constituídas por várias orações, algumas das quais já contêm uma ou mais vírgulas; também para separar frases subordinadas dependentes de uma subordinante; como substituição da vírgula na separação da oração coordenada adversativa da oração principal.

- Dois pontos (:) — Indicam um prenúncio, comunicam que se aproxima um enunciado. Correspondem a uma pausa breve da linguagem oral e a uma entoação descendente (ao contrário da entoação ascendente da pergunta). Anunciam:[6]

Antes de um discurso direto (fala) de uma personagem, nos diálogos de um texto:
Então ele disse: — Estou cansado de tanta confusão! Antes de um esclarecimento e/ou resumo:
E foi assim que aconteceu: elas foram embora mais cedo. Antes de uma citação:
Como afirmou Descartes: “Penso, logo existo”. Antes de um exemplo ou observação.:
Observação: cada atleta deverá trazer uma camiseta colorida. Antes de uma enumeração, para mostrar itens de uma justa posição:
Quando um navio está prestes a afundar, entram no bote salva-vidas primeiro: crianças, idosos e adultos.
- Ponto de interrogação (?) — Usa-se no final de uma interrogação (pergunta).
- Ponto de exclamação (!) — Usa-se no final de qualquer frase que exprime sentimentos, emoções, dor, admiração, ironia, surpresa ou estados de espírito.
- Reticências (…) — Podem marcar uma interrupção de pensamento, indicando que o sentido da oração ficou incompleto; ou uma introdução de suspense, depois da qual o sentido será completado. No primeiro caso, a sequência virá em maiúscula — uma vez que a oração foi fechada com um sentido vago proposital e outra será iniciada à parte —. No segundo caso, há continuidade do pensamento anterior, como numa longa pausa dentro da mesma oração, o que acarreta o uso normal de minúscula para continuar a oração.

Exemplos:
Ah, como era verde o meu jardim... Não se fazem mais daqueles.
Foi então que Manoel retornou... mas com um discurso bastante diferente!
- Aspas (« » ou “ ”) — Usam-se para delimitar citações; para referir títulos de obras; para realçar uma palavra ou expressão.
- Parênteses "( )" — Marcam uma observação ou informação acessória intercalada no texto.
- Travessão (—) — Marca o início e o fim das falas em um diálogo, para distinguir cada um dos interlocutores; as orações intercaladas; os apostos; as sínteses no final de um texto. Também usado para substituir os parênteses.
- Meia‐risca (–) — Separa extremidades de intervalos.
- Parágrafo — Constitui cada uma das secções de frases de um escritor; começa por letra maiúscula, um pouco além do ponto em que começam as outras linhas.
- Colchetes ([]) — utilizados na linguagem científica.
- Asterisco (*) — empregado para chamar a atenção do leitor para alguma nota (observação).
- Barra (/) — aplicada nas abreviações das datas e em algumas abreviaturas.
- Hífen (-) — usado para ligar elementos de palavras compostas e para unir pronomes átonos a verbos (menor do que a Meia−Risca).

## Críticas ao uso comum da pontuação
Teóricos da linguagem, como o francês Henri Meschonnic, consideram que a pontuação como usada atualmente tende apenas a organizar logicamente o texto, não por seus elementos rítmicos e melódicos, tendo tal uso origem no chamado Cartesianismo. Com base nesta deformação rítmica produzida pelo uso lógico da pontuação, muitos poetas como Guillaume Apollinaire, Allen Ginsberg e o próprio Meschonnic aboliram a pontuação em sua escrita poética.
Outro autor que faz um uso não tradicional de pontuações é o português José Saramago, que o faz em seus textos em formato não-poético, chegando a escrever frases que "duram" mais de uma página.